# Hypocotyl

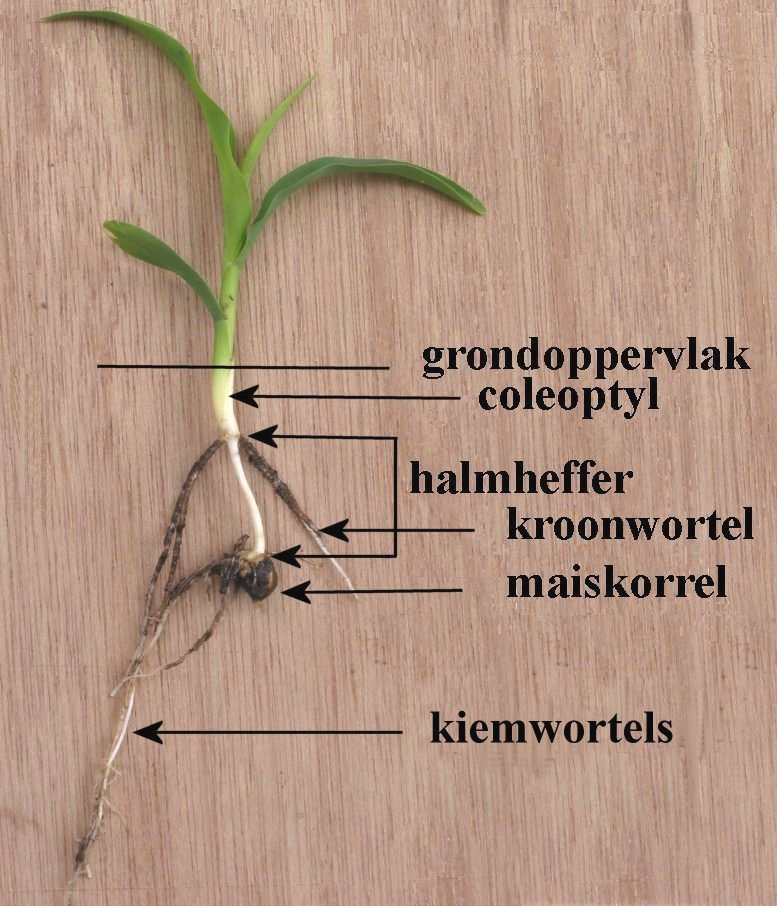
Kiemplant van mais

Het hypocotyl is het deel van de stengel binnen een kiemplant dat zich onder de zaadlobben bevindt. Het gedeelte boven de zaadlobben heet het epicotyl. Onderaan het hypocotyl groeit de kiemwortel.
De manier waarop het hypocotyl zich ontwikkelt, is afhankelijk van de plantensoort:
- Bij tweezaadlobbigen met hypogeïsche kieming blijft het hypocotyl onder de grond zitten en houdt dezelfde lengte,
- Bij tweezaadlobbigen met epigeïsche kieming duwt het hypocotyl de zaadlobben boven de grond uit en ontwikkelt zich dan tot de stengel van de plant.

De groei van het epicotyl wordt aangestuurd door fytochroom, dat als een lichtreceptor werkt.
Bij te diep gezaaide eenzaadlobbigen zorgt de halmheffer ervoor dat de kiemplant op de goede hoogte boven de grond komt.
Bij sommige planten verdikt het hypocotyl zich tot een stengelknol, bijvoorbeeld bij de koolrabi of de knolraap.